# Callimetopus longior
Callimetopus longior es una especie de escarabajo longicornio del género Callimetopus,  subfamilia Lamiinae. Fue descrita científicamente por Hüdepohl en 1990.
Se distribuye por Filipinas. Mide 20,5 milímetros de longitud.